# Singuläre-Kardinalzahlen-Hypothese
Die singuläre-Kardinalzahlen-Hypothese, nach der englischen Bezeichnung singular cardinals hypothesis auch als SCH abgekürzt, ist eine von den üblichen Axiomen der Mengenlehre unabhängige Aussage, die daher weder bewiesen noch widerlegt werden kann. Sie taucht im Rahmen der Untersuchungen über die Kontinuumshypothese auf.

## Formulierung
Die singuläre-Kardinalzahlen-Hypothese ist folgende Aussage: Gilt für eine unendliche Kardinalzahl {\displaystyle \kappa } die Ungleichung {\displaystyle 2^{\operatorname {cf} \kappa }<\kappa }, so ist {\displaystyle \kappa ^{\operatorname {cf} \kappa }=\kappa ^{+}}.
Dabei ist {\displaystyle \operatorname {cf} \kappa } die Kofinalität von {\displaystyle \kappa } und {\displaystyle \kappa ^{+}} die Nachfolger-Kardinalzahl von {\displaystyle \kappa }. Nach dem Satz von Cantor ist stets {\displaystyle 2^{\kappa }>\kappa }. Aus {\displaystyle 2^{\operatorname {cf} \kappa }<\kappa } folgt daher {\displaystyle \operatorname {cf} \kappa <\kappa }, das heißt, die Kardinalzahl {\displaystyle \kappa }, die {\displaystyle 2^{\operatorname {cf} \kappa }<\kappa } erfüllt, muss singulär sein.
Daher wird in obiger Formulierung nur eine Aussage über singuläre Kardinalzahlen getroffen, was den Namen singuläre-Kardinalzahlen-Hypothese erklärt.
Nach dem Satz von König ist stets {\displaystyle \kappa ^{\operatorname {cf} \kappa }>\kappa }, so dass {\displaystyle \kappa ^{+}} der minimal mögliche Wert für {\displaystyle \kappa ^{\operatorname {cf} \kappa }} ist.
Obige Aussage bedeutet also, dass {\displaystyle \kappa ^{\operatorname {cf} \kappa }} für Kardinalzahlen mit {\displaystyle \kappa } mit {\displaystyle 2^{\operatorname {cf} \kappa }<\kappa } den geringst möglichen Wert annimmt.

## Aus GCH folgt SCH
Da {\displaystyle \operatorname {cf} \kappa \leq \kappa } und wegen des oben erwähnten Satzes von König gilt {\displaystyle \kappa <\kappa ^{\operatorname {cf} \kappa }\leq \kappa ^{\kappa }=2^{\kappa }}. Wenn die verallgemeinerte Kontinuumshypothese GCH (englisch: Generalized Continuum  Hypothesis) gilt, so ist stets {\displaystyle 2^{\kappa }=\kappa ^{+}} und aus obiger Ungleichung folgt {\displaystyle \kappa ^{\operatorname {cf} \kappa }=\kappa ^{+}}, das heißt die Konklusion in der SCH gilt unabhängig von irgendwelchen Voraussetzungen. Insbesondere folgt die singuläre-Kardinalzahlen-Hypothese aus der verallgemeinerten Kontinuumshypothese.
Es gibt aber auch Modelle mit {\displaystyle 2^{\aleph _{0}}=\aleph _{2}} und SCH, in denen also die Kontinuumshypothese verletzt ist, aber trotzdem die singuläre-Kardinalzahlen-Hypothese gilt.